# Длугі-Бруд (Підляське воєводство)
Длуґі-Бруд (Мацкевичі, Довгий Брід, пол. Długi Bród) — село в Польщі, у гміні Дубичі Церковні Гайновського повіту Підляського воєводства. Населення — 55 осіб (2011).

## Історія
Назва села походить від прізвища лісного стражника Данила Мацкевича, який в другій половині XVIII століття поселився в лісному обрубі Довгий Брід.
У 1975—1998 роках село належало до Білостоцького воєводства.

## Демографія
Демографічна структура станом на 31 березня 2011 року:
|          | Загалом | Допрацездатний вік | Працездатний вік | Постпрацездатний вік |
| -------- | ------- | ------------------ | ---------------- | -------------------- |
| Чоловіки | 27      | 2                  | 15               | 10                   |
| Жінки    | 28      | 2                  | 9                | 17                   |
| Разом    | 55      | 4                  | 24               | 27                   |